# Der Mann schläft
Der Mann schläft ist ein 2009 erschienener Roman von Sibylle Berg. Das Buch hat 312 Seiten und ist bei Hanser in München erschienen (ISBN 978-3-446-23388-1).

## Inhalt
Im Roman beschreibt die Ich-Erzählerin in kurzen Abschnitten ihre pessimistische Sicht auf die Mitmenschen, das Leben und die Welt. Als sie gar nicht mehr damit gerechnet hatte, lernte sie vor vier Jahren einen Mann kennen, zog zu ihm ins Tessin und lernte, in der schlechten Welt auch nicht ganz so schlimme Augenblicke wahrzunehmen. Sie reisen gemeinsam nach Hongkong auf eine kleine, tropische Insel und dort kommt ihr der Mann abhanden. Sie lernt ein 12-jähriges, seelenverwandtes Mädchen kennen und fällt trotzdem in ihre resignative Weltsicht zurück.

## Stil
Die bis zu acht Seiten langen Abschnitte erzählen abwechselnd auf zwei Zeitebenen: einmal das Geschehen vor der Reise, wie die Heldin den „Mann“ kennenlernt und wie sie zusammen die Reise planen, zum anderen das Geschehen seit dem Verschwinden des Mannes, und wie die Heldin versucht, die Situation zu begreifen. Ihren Freund nennt sie nur „Mann“, und auch sonst lassen ihre Gedankengänge viel Distanz erkennen, gleichzeitig die Sehnsucht nach Vertrautheit und das Wissen um das Scheitern aller Versuche, diese Vertrautheit zu erreichen.

## Rezensionen
- Roman Bucheli schreibt in der Neuen Zürcher Zeitung, Berg zeichne die Heldin als Misanthropin „auf zauberhafte Weise“ und sie komponiere sehr raffiniert „ein traurig schönes Märchen“.
- Kristina Maidt-Zinke meint in der Zeit, Berg beschreibe eine Frau im besten Alter mit „Sehnsucht nach dem Freundlichen, Guten und Menschlichen“ und kleide dies in „sanft melancholische, moderat maliziöse Bilder“.[2]

## Ausgaben
Das Buch ist in mehreren Auflagen, auch im dtv-Verlag als Taschenbuch (ISBN 978-3-423-14002-7) mit 309 Seiten sowie als Hörbuch, Hörspiel und als E-Book erschienen.